# Władysław Niewiarowski (geograf)
Władysław Niewiarowski (ur. 24 czerwca 1924 w Ciukantowiczach (powiat baranowicki, województwo nowogródzkie), zm. 26 marca 2015 w Toruniu) – polski geograf, specjalizujący się w geografii fizycznej, paleogeografii czwartorzędu, badaniach stratygrafii oraz geomorfologii, współtwórca "Toruńskiej Szkoły Geomorfologicznej".
Syn Wincentego i Anny. Urodził się na terenie obecnej Białorusi. W 1941 podjął pracę ślusarza w warsztatach kolejowych w Baranowiczach, równocześnie uczęszczając do rosyjskiej wieczorowej szkoły średniej. Edukację przerwało zajęcie tych terenów przez Niemcy. W latach 1942–1943 pracował jako robotnik w kopalni torfu w Stołowiczach. Należał do polskiego ruchu oporu. Za odmowę służenia w białoruskiej formacji współpracującej z Niemcami w 1944 został aresztowany i osadzony w obozie w Baranowiczach, gdzie przebywał do wkroczenia Armii Radzieckiej. 
W 1945 przyjechał do Polski, zdał egzamin dojrzałości w Sopocie i podjął studia w zakresie biologii i geografii, najpierw w Państwowym Pedagogium w Gdańsku, następnie w Wyższej Szkole Pedagogicznej w Gdańsku. W latach 1948–1952 pracował jako nauczyciel w trójmiejskich szkołach średnich, a od 1950 do 1952 na Wyższej Szkole Pedagogicznej w Gdańsku. W tym okresie uzupełniał studia geograficzne na Uniwersytecie Mikołaja Kopernika w Toruniu, na którym w 1952 uzyskał tytuł magistra. Następnie został zatrudniony na stanowisku aspiranta w Katedrze Geografii Fizycznej tej uczelni. W 1956 został adiunktem, a stopień doktora nauk przyrodniczych uzyskał na UMK w 1959. Tematem jego rozprawy doktorskiej były Formy polodowcowe i typy deglacjacji na Wysoczyźnie Chełmińskiej, a promotorem – prof. dr hab. Rajmund Galon. 
W 1964 odbył półroczny staż naukowy w Duńskim Instytucie Geologicznym w Kopenhadze, gdzie przygotował rozprawę habilitacyjną pod tytułem: Kemy i formy pokrewne w Danii oraz rozmieszczenie obszarów kemowych na terenie Peribalticum w obrębie ostatniego zlodowacenia. Stopień doktora habilitowanego uzyskał w 1965. W 1972 uzyskał tytuł profesora nadzwyczajnego, a w 1988 profesora zwyczajnego. 
W latach 1953–1954 był przewodniczącym Koła Naukowego Geografów UMK. W latach 1972–1975 pełnił funkcję prodziekana Wydziału Biologii i Nauk o Ziemi UMK. Pełnił funkcję wicedyrektora (w latach 1970-1972), a następnie dyrektora (w latach 1975-1987) Instytutu Geografii UMK. Od 1970 kierował Zakładem Geomorfologii. Od 1976 kierował Zakładem Geomorfologii i Geografii Fizycznej, który powstał z połączenia Zakładu Geomorfologii i Zakładu Geografii Fizycznej. W 1990 Zakład ten został podzielony i od 1990 do 1994 kierował Zakładem Geografii Fizycznej i Paleogeografii Czwartorzędu. Przez ponad 40 lat był redaktorem wydawnictwa Acta Universitatis Nicolai Copernici, Geografia. Przez wiele kadencji był członkiem Senatu UMK i kilku komisji senackich. W czasie ponad pięćdziesięcioletniej pracy na UMK wypromował około 200 magistrów geografii oraz 7 doktorów.
Był konsultantem Wojewódzkiej Pracowni Urbanistycznej w Bydgoszczy, Przedsiębiorstwa Hydrogeologicznego w Gdańsku. Od 1973 do 1977 był konsultantem w Instytucie Turystyki w Toruniu, w latach 1967–1975 członkiem Wojewódzkiego Komitetu Ochrony Przyrody woj. bydgoskiego, od 1975 do 1990 roku członkiem Wojewódzkiego Komitetu Ochrony Przyrody woj. toruńskiego. Pełnił funkcję Przewodniczącego Rady Naukowej Brodnickiego Parku Krajobrazowego i Górznieńsko-Lidzbarskiego Parku Krajobrazowego. Był członkiem Rady Naukowej Porozumienia „Zielone Płuca Polski". 
Przez wiele lat był członkiem Komitetu Badań Czwartorzędu PAN oraz Komitetu Nauk Geograficznych PAN. Był sekretarzem i wiceprzewodniczącym zarządu III Wydziału (Matematyczno-Przyrodniczego) Toruńskiego Towarzystwa Naukowego. W latach 1962–1963 oraz 1972-1974 był zastępcą przewodniczącego Toruńskiego Oddziału Polskiego Towarzystwa Geograficznego, a w latach 1975-1981 był jego przewodniczącym. Członek założyciel oraz członek honorowy Stowarzyszenia Geomorfologów Polskich.
W latach 1977–1988 był członkiem rzeczywistym Komisji Litologii i Genezy Utworów Czwartorzędowych Międzynarodowej Unii Badań Czwartorzędu INQUA. Brał udział m.in. w XIII Kongresie INQUA w Pekinie w 1991. Od 1987 uczestniczył w Commission on the Formation and Properties of Glacial Deposits INQUA oraz był członkiem i współorganizatorem Perybałtyckiej Grupy Roboczej dla Korelacji Geologicznych afiliowanej przy ww. Komisji INQUA. 
Autor ponad 200 publikacji, w tym kilku monografii, ponad 70 rozpraw i artykułów naukowych i 5 map. Głównymi obszarami badań były tereny ostatniego zlodowacenia, m.in. Pojezierze Chełmińskie, Dobrzyńskie, Brodnickie, Kujawskie i w części Gnieźnieńskie. Poza obszarami Polski był to obszar całego Peribalticum i Spitsbergen, gdzie zbierał materiały podczas dwóch Toruńskich Wypraw Polarnych w 1978 i w 1985.
Wygłaszał referaty na wielu konferencjach, sympozjach i kongresach międzynarodowych, a także odczyty naukowe m.in. w Kopenhadze, Lund, Sztokholmie, Leningradzie (obecnie Petersburg), Moskwie, Tallinie, Greifswaldzie, Oldenburgu, Sheffield, Exeter oraz Padwie. Prowadził wykłady jako visiting professor w Instytucie Badań Czwartorzędu Uniwersytetu w Lund (Szwecja). Uczestniczył m.in. w polsko-niemieckiej konferencji poświęconej czwartorzędowi w Greifswaldzie w kwietniu 1973 oraz w II Międzynarodowej konferencji poświęconej wiecznej zmarzlinie w Jakucku w lipcu 1973.
Jako jeden z pierwszych rozpoznał w Polsce typ deglacjacji arealnej oraz wyróżnił procesy i formy powstałe w stagnującym i martwym lodzie, w tym moreny martwego lodu. Dokonał klasyfikacji genetycznej form kemowych uwzględniając obszar całego Peribalticum, która została przyjęta w licznych podręcznikach w kraju i za granicą. W badaniach form polodowcowych sporo uwagi poświęcił także sandrom oraz ułożeniu klastów w glinie morenowej, co stało się m.in. podstawą dla wyróżnień ich kilku typów genetycznych. Zajmował się także genezą sieci dolinnej w Polsce Północnej, a także dolin marginalnych na Kujawach i faz przeobrażeń rynien subglacjalnych w doliny rzeczne. W czasie badań na Spitsbergenie na przedpolu lodowca Aavatsmarka (równina Kaffiöyra) określił vistuliańskie i holoceńskie relacje pomiędzy formami i osadami glacjalnymi i morskimi oraz skutki geomorfologiczne awansu tego lodowca typu szarży. W ramach projektu Komitetu Badań Naukowych przeprowadził kompleksowe badania przeobrażeń środowiska geograficznego w regionie Biskupina.
Rozwinął i pogłębił znaną w kraju i za granicą tzw. „Toruńską Szkołę Geomorfologiczną” zapoczątkowaną przez prof. dr. hab. Rajmunda Galona.
Był mężem Urszuli z Wolszlegierów, urbanistki.
Zmarł 26 marca 2015 w Toruniu. Pochowany, razem z żoną, na cmentarzu św. Jerzego przy ulicy Gałczyńskiego w Toruniu.

## Odznaczenia
Krzyż Oficerski Orderu Odrodzenia Polski Polonia Restituta (16 października 2014), Krzyż Kawalerski Orderu Odrodzenia Polski Polonia Restituta (9 października 1973), Medal Komisji Edukacji Narodowej (7 czerwca 1979), Odznaka tytułu honorowego „Zasłużony Nauczyciel Polskiej Rzeczypospolitej Ludowej” (4 stycznia 1986), Odznaka honorowa „Za Zasługi dla Ochrony Środowiska i Gospodarki Wodnej” (30 kwietnia 1990), Medal „Za Zasługi Położone dla Rozwoju Uczelni” (19 lutego 1988), Odznaka „Za Zasługi dla Województwa Toruńskiego” (5 września 1983), Medal Polskiego Towarzystwa Geograficznego (1995), Złota Odznaka Polskiego Towarzystwa Geograficznego (25 kwietnia 1970)

## Upamiętnienie
We wrześniu 2014 odbył się w Toruniu X Zjazd Geomorfologów Polskich dedykowany prof. dr hab. Władysławowi Niewiarowskiemu w 90. rocznicę urodzin.
Imię prof. dr hab. Władysława Niewiarowskiego nadano jednej z sal wykładowych na Wydziale Nauk o Ziemi UMK w Toruniu, mieszczącego się przy ulicy Lwowskiej 1.

## Wybrane publikacje
- Formy polodowcowe i typy deglacjacji na Wysoczyźnie Chełmińskiej (Stud. Soc. Sci. Torun., IV, 1, s. 180, 1959)[21]
- Kemy okolic Leningradu i próba porównania ich z kemami polskimi (Przegląd Geograficzny, Tom XXXIII, Zeszyt 3, PWN, Warszawa 1961, s. 443-476)[22]
- Types of kames occurring within the area of the last glaciation in Poland as compared with kames known from other regions (Rep. VIth INQUA Congress, Warsaw 1961, III, Łódz 1963, s. 245-256)[23]
- Conditions and distribution of kame landscapes in the Peribalticum within the area of last glaciation (Geographica Polonica (1965), vol. 6, s. 9-18)[24][23]
- Kemy i formy pokrewne w Danii oraz rozmieszczenie obszarów kemowych na terenie Peribalticum w obrębie ostatniego zlodowacenia (Zeszyty Naukowe UMK, Geografia 4, s. 116, Toruń 1965)[23]
- Morfologia i rozwój pradoliny i doliny dolnej Drwęcy (Volume 6, Issue 6 of Studia Societatis Scientiarum Torunensis: Geographia et geologia, Towarzystwo Naukowe w Toruniu, ISSN 0082-5549, Toruń 1968)[25]
- Toruń i jego okolice: studia geograficzne i przyrodnicze (redakcja, Zeszyty Naukowe Uniwersytetu Mikołaja Kopernika w Toruniu: Nauki Matematyczno-Przyrodnicze, Państwowe Wydawnictwo Naukowe. Oddział, 1969)[26]
- Some problems in the evaluations of natural environment for the demands of tourism and recreations: a case studies of the Bydgoszcz Region (Geographica Polonica (1976), vol. 34, s. 141-154)[27]
- Morphology of the forefield Aavatsmark Glacier (Oscar II Land, North-West Spitsbergen) and phases of its formation (Acta Universitatis Nicolai Copernici. Nauki Matematyczno-Przyrodnicze. Geografia, z. 16 (51), s. 15-43, 1982)[28]
- Evolution of the lower Vistula valley in the Unisław Basin and the river gap to the north of Bydgoszcz-Fordon, ([w:] Starkel L. (ed.), Evolution of the Vistula river valley during the last 15 000 years, Prace Geograficzne, IGiPZ PAN, Special Issue 4, s. 233-252, 1987)[29]
- Levels in subglacial channels and their significance in determining the channel origin and evolution (Geographia Polonica (1988) vol. 55, s. 113-128)[30]
- Zarys zmian środowiska geograficznego okolic Biskupina pod wpływem czynników naturalnych i antropogenicznych w późnym glacjale i holocenie (redakcja, ISBN 83-86781-02-5, 1995)[31]
- Rozwój denudacji antropogenicznej w środkowej części Polski Północnej (redakcja, ISBN 83-231-0904-4, 1998)[32]
- Delimitacja i charakterystyka gatunków i odmian krajobrazu naturalnego Pojezierza Chełmińsko-Dobrzyńskiego, Równiny Urszulewskiej oraz przyległych dolin Wisły i Drwęcy (współautor z Kot R., Przegląd Geograficzny, ISSN 0033-2143, 2010)[33][34]
- Frost peat mounds on Hermansenøya (Oscar II Land, NW Svalbard): their genesis, age and terminology (współautor z Jaworski T., Boreas: international journal of quaternary research, 41, 4, p. 660-672, 2012)[35]